# Joseph Le Digabel
Joseph Le Digabel est un homme politique français né le 10 juin 1896 à Vannes (Morbihan) et décédé le 15 octobre 1983 dans cette même ville.

## Biographie
Président de la fédération départementale des familles rurales et investi dans la mutualité agricole, il est élu maire de Theix en 1947 et sénateur RPF du Morbihan en 1949. Réélu en 1952, il est battu en juin 1958 et quitte alors la vie politique.
Il est nommé secrétaire du Conseil de la République les 10 janvier 1950 et 9 janvier 1951,.

## Sources
- Ressource relative à la vie publique :   - Sénat
- Notices d'autorité :   - VIAF
  - BnF (données)